# 馬江之役
馬江之役，又稱马江海战、馬尾海戰，法國稱福州海戰（法語：bataille de Fuzhou），是中法战争中1884年8月在福建省福州府閩江下游馬江一帶發生的一場水上戰役。
法國宣戰後，法國遠東艦隊司令孤拔率領艦隊攻擊位在福州馬尾的福建水師，福建水師未做準備，倉促應戰，主力被殲滅，法軍則一艦未失。孤拔並摧毀馬尾造船廠、閩江沿岸砲臺等河防設施，徹底癱瘓福建沿海的海軍，順利達成法軍掌握台灣海峽制海權的戰略目標。三日後，大清對法宣戰。

## 起因
1884年，中法因北圻宗主權糾紛爆發戰爭，福建水師被命駐守上海，以防範法軍攻來，不久因得知法艦即將前來，遂南下返回福州馬尾。7月7日，張佩綸抵福州，會辦福建海防。7月16日，孤拔乘窩爾達號無防護巡洋艦入閩江。此後法艦陸續駛入閩江，停泊在羅星塔，當時清法並未宣戰，法艦進出不受攔阻。清軍水師則有揚武號、伏波號等13艘軍艦以及幾十艘裝滿燃料的戎克船與之對峙。主水師的船政大臣何如璋、福建海疆會辦張佩綸奏請先發制人，清廷以和議尚有望不准，因此福建水师沒有發動任何攻擊。

## 雙方戰備與戰場

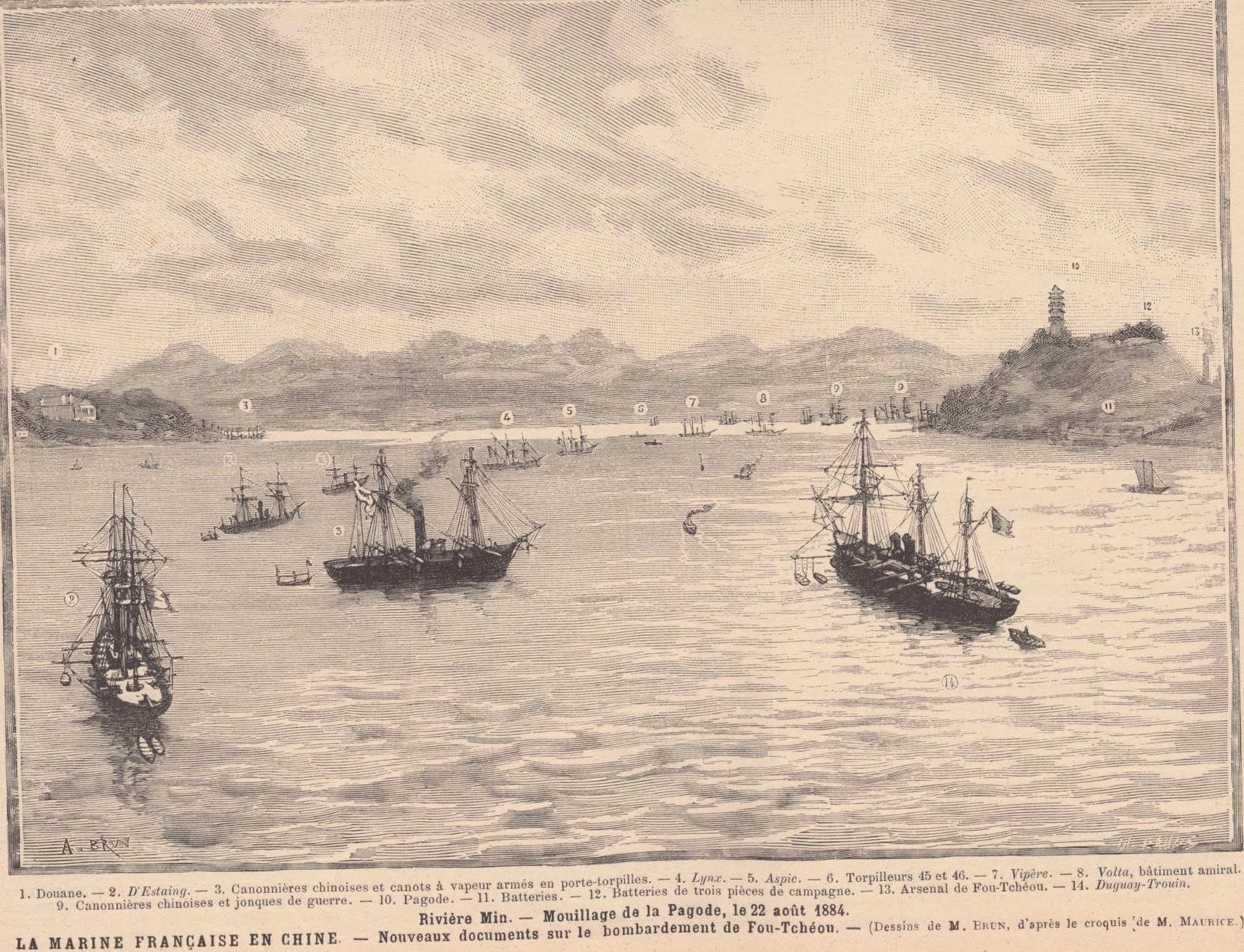
開戰前夕羅星塔附近中法艦隊的形勢

1878年，法国为了保护其远东殖民地以及和其他列强争夺远东地区的利益，组建了“交趾支那支队”（法語：division navale de Cochinchine），司令为准将杜白蕾，继任梅依。
1883年6月，法国任命孤拔上校组建“東京灣支队”（法語：division navale des côtes du Tonkin，當時法國另有內河作戰的東京區艦隊），并为他增派了1艘铁甲舰、1艘二级巡洋舰、4艘炮舰及2艘二级杆雷艇，使支队的舰艇总数达到25艘。1884年4月利士比接任「遠東支队」（法語：division navale de l'Extrême-Orient）司令。1884年8月29日，法国将「远东」与「東京灣」支队合併，组成「遠東艦隊」（法語：Escadre d'Extrême-Orient），司令孤拔、副司令利士比。舰队共有5艘铁甲舰、15艘巡洋舰以及其他舰船共35艘，官兵4300人。
法国远东舰队有10艘，总吨位约15,000吨，装备火炮77门，其中參加此役的艦艇装备火炮58门，口徑分別為19、14、10公分；而福建船政水师有11艘現代化艦艇，配上數十艘木造船艦，总吨位11,550余吨，装备火炮240余门，其中口徑25、 20、18、16、15公分的有56门，戎克船装备小口徑滑膛炮70門。且福建船政水师的军舰大都采用立式蒸汽机，机器在水线之上，护甲又沉重，极易被击中，装备的火炮又基本都是前膛炮，威力、射速都不如法国军舰装备的后膛炮，法国舰队还装备了当时的新式武器——机关炮。
22日晚上清軍已經知道要開戰，如果23日早晨漲潮時羅星塔下游的三艘清艦往上游駛，與其他清艦與砲台一起攻擊法軍的窩爾達號與三艘炮艇，可以重創法軍，而更大的法艦因為吃水太深將無法參戰。法軍並沒有絕對優勢，如果清軍果斷行動，有可能打勝仗。
閩江分流成烏龍江與白龍江（又稱台江）後在南台島匯合，江中有巨大礁石似馬，馬頭朝西，退潮時可見，故有「礁西馬頭江，礁東馬尾江」之說，從南台島到入海口的一段俗稱馬江。馬尾港離马江入海口約30公里，是福建水师的基地，清朝当时最大的造船厂與海军学校在此，它也是重要的通商口岸，距离省城福州仅百里。當年馬尾港水淺，排水量3,000噸以上的船隻退潮時不能到馬尾，只能到羅星塔以東的下游。因此23日開戰時法軍巨艦都在羅星塔下游，4,500噸的凱旋號在漲潮後才遡江而上，與其他三艘2,000噸以上的巨艦在羅星塔下游共同作戰。
張佩綸在閩江口聚集了30艘裝滿石塊的輪船，準備等法艦駛入閩江後沉入江中堵塞河道，令法艦無法出逃，形成關門打狗之勢。8月5日，張佩綸與何如璋電請清廷，請求塞河先發制人，軍機處不許。

## 戰鬥序列
| 艦名                          | 圖片 | 艦種                      | 排水量 | 艦材     | 武器裝備                                                           | 其他                                             |
| ----------------------------- | ---- | ------------------------- | ------ | -------- | ------------------------------------------------------------------ | ------------------------------------------------ |
| 羅星塔下游                    |      |                           |        |          |                                                                    |                                                  |
| 凱旋號                        |      | 拉加利桑尼亞級裝甲巡洋艦  | 4585吨 | 木殼裝甲 |                                                                    | 由於吃水深，漲潮後才往羅星塔下游加入戰鬥         |
| 迪蓋-特魯安号 (Duguay-Trouin) |      | 迪蓋-特魯安级無防護巡洋舰 | 3479吨 | 鐵脅鐵殼 | 5門1870年式190mm主炮，5門1870年式140mm副炮，10門37mm旋转式机关炮。 | 专门为保护法国在海外殖民地以及进行通商破坏而建造 |
| 德斯丹号(d'Estaing)           |      | 拉彼魯茲級無防護巡洋舰    | 2363吨 | 鐵脅木殼 | 15門1870年式140mm炮，8-10門37mm旋转式机关炮。                      |                                                  |
| 维拉尔号(Villars，又譯威剌士) |      | 维拉尔级無防護巡洋舰      | 2363吨 | 鐵脅木殼 | 15門1870年式140mm炮，6-8門37mm旋转式机关炮。                       |                                                  |
| 羅星塔上游                    |      |                           |        |          |                                                                    |                                                  |
| 窩爾達號(Volta)               |      | Limier级無防護巡洋舰      | 1323吨 | 木脅木殼 | 6門1870年式140mm炮。                                               | 法軍旗舰，艦長福祿諾                             |
| 角蝰号(Aspic，音譯益士弼)     |      | 鱷魚級炮艇                | 471吨  | 鐵脅木殼 | 9門火炮。                                                          | 乘员120人                                        |
| 野猫号(Lynx)                  |      | 鱷魚級炮艇                | 471吨  | 鐵脅木殼 | 9門火炮。                                                          | 乘员120人                                        |
| 腹蛇号(Vipère)                |      | 鱷魚級炮艇                | 471吨  | 鐵脅木殼 | 9門火炮。                                                          | 乘员120人                                        |
| 拉都号(45号)                  |      | 27米式二等杆雷艇          | 31噸   |          | 杆雷                                                               | 艇長拉都（Latour）                                     |
| 都装号(46号)                  |      | 27米式二等杆雷艇          | 31噸   |          | 杆雷                                                               | 艇長都装（Douzans）                                     |
| 8月23日未參戰的艦艇           |      |                           |        |          |                                                                    |                                                  |
| 贝亚德号                      |      | 貝亞德級鐵甲艦            | 5915吨 | 木殼裝甲 | 4門1870年式239mm炮，2門193mm炮，6門140mm炮，4門3磅炮，12門1磅炮。  | 在馬祖守衛電報站                                 |
| 拉加利桑尼亚号                |      | 拉加利桑尼亞級裝甲巡洋艦  | 4585吨 | 木殼裝甲 | 6門239mm炮，4門119mm炮，6門99mm炮，4門1磅炮(以后添加到8門)         | 停泊在閩江口                                     |
| 雷諾堡號                      |      | 雷諾堡级無防護巡洋舰      | 1820吨 | 木脅木殼 | 1門1864年式160mm炮，6門1864年式140mm炮。                           | 在館頭防止清軍沉石封鎖金牌峽                     |
| 索恩號(Saône)                 |      | Isère級巡邏運輸艦         | 1571噸 | 木脅木殼 | 4門炮                                                              | 在館頭防止清軍沉石封鎖金牌峽                     |

| 艦名       | 圖片 | 艦種       | 排水量  | 馬力/航速（節） | 艦材     | 造船廠                                  | 武器裝備                                                 | 乘员  | 其他                                                                     |
| ---------- | ---- | ---------- | ------- | --------------- | -------- | --------------------------------------- | -------------------------------------------------------- | ----- | ------------------------------------------------------------------------ |
| 羅星塔下游 |      |            |         |                 |          |                                         |                                                          |       |                                                                          |
| 飞云号     |      | 武裝运输艦 | 1258吨  | 580匹/10节      | 木殼     | 福州厂                                  | 6門法華士56磅彈後膛炮，1門9噸前膛炮                      | 150人 | 被凯旋号击沉                                                             |
| 济安号     |      | 武裝运输艦 | 1200吨  | 580匹/10节      | 木殼     | 福州厂                                  | 6門法華士56磅彈後膛炮                                    | 166人 | 被凯旋号击沉                                                             |
| 振威号     |      | 鎮海級炮艇 | 572.5吨 | 350匹/9节       | 鐵脅木殼 | 福州厂                                  | 2門160mm炮，4門120mm炮。                                 | 88人  | 冲向法舰德斯丹号攻击时，被一旁掩护的费勒斯号击中锅炉爆炸而沉没           |
| 羅星塔上游 |      |            |         |                 |          |                                         |                                                          |       |                                                                          |
| 揚武號     |      | 巡洋艦     | 1560吨  | 1130匹/12节     | 鐵脅木殼 | 福州厂                                  | 1門150磅彈炮，8門法華士56磅彈後膛炮，2門28磅彈黃銅榴彈砲 | 200人 | 旗艦。                                                                   |
| 永保号     |      | 武裝运输艦 | 1353吨  | 580匹/10节      | 木壳     | 福州厂                                  | 6門炮。                                                  | 150人 | 与琛航号在欲撞击敌舰时同时被击沉，全员阵亡。                             |
| 伏波号     |      | 武裝运输艦 | 1258吨  | 580匹/10节      | 木殼     | 福州廠                                  | 6門法華士56磅彈後膛炮，1門9噸前膛炮                      |       | 驶至林浦自沉阻塞航道。                                                   |
| 琛航号     |      | 武裝運輸艦 | 1391吨  | 80匹/9节        | 木壳     | 福州廠                                  | 2-3門炮。                                                | 150人 | 与永保号在欲撞击敌舰时被击沉，全员阵亡。                                 |
| 福星号炮艇 |      | 湄雲級炮艇 | 515吨   | 320匹/9节       | 木壳     | 福州厂                                  | 舰艏1門6.3吋之16吨前膛炮，舰尾2門24磅彈炮。              | 88人  | 击伤法军45号杆雷艇，后冲向攻击法旗舰窩爾達號时被其击中弹药库爆炸而沉没。 |
| 藝新號     |      | 炮艇       | 245吨   | 200匹/9节       | 木殼     | 福州厂                                  | 5門炮。                                                  | 88人  | 该舰与伏波舰驶至林浦自沉阻塞航道。                                       |
| 建胜号     |      | 建勝級炮艇 | 256吨   | 400匹/8节       | 钢壳     | 英格蘭伯肯希德莱尔德（Laird）兄弟造船廠 | 舰艏1門阿姆斯特朗10吋35吨前膛炮，舰尾2門12磅彈後膛炮。   | 47人  | 冲向法旗舰窩爾達號救援福星舰时曾击伤法国旗舰舰艏，后沉没。               |
| 福胜号     |      | 建勝級炮艇 | 256吨   | 400匹/8节       | 钢壳     | 英格蘭伯肯希德莱尔德（Laird）兄弟造船廠 | 舰艏1門阿姆斯特朗10吋35吨前膛炮，舰尾2門12磅彈後膛炮。   | 47人  | 沉没。                                                                   |

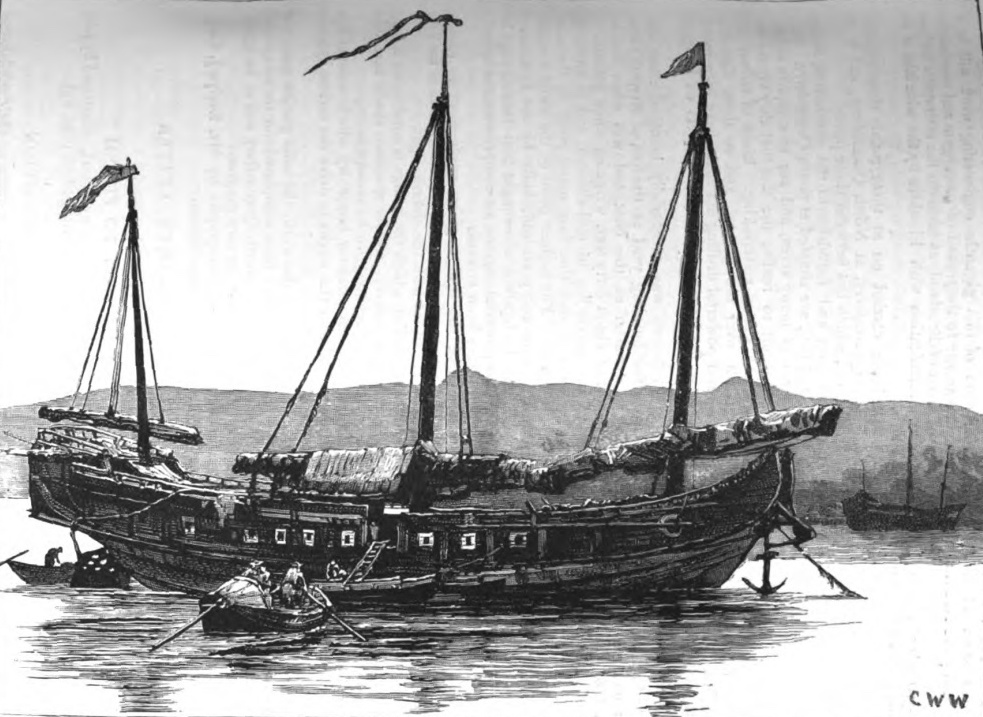
戎克船

- 戎克船清軍有7艘杆雷艇與12艘大型平底木帆船在場，但没有参战。

1. ↑  艦材若無註明，就是沒有裝甲
2. ↑  1909年5月参加了西沙群岛巡视勘查
3. ↑  该舰后被打捞起整修再用；1909年四月奉派赴西沙群岛巡视，并将其中一岛命名为琛航岛，这是中国近代海军建立以来第一次的南疆巡弋。
4. ↑  传闻法舰队提督孤拔之死是本舰发炮命中所致，但法方無孤拔受傷的記載
5. ↑  福州船政学堂学生吴德章、汪乔年等首次自行设计建造之舰船。
6. 1 2  艦身長87英尺，寬26英尺，吃水 8.25英尺

## 戰爭前奏
法國駐北京的署理公使謝滿祿（Robert de Semallé）於8月19日提出第二次最後通牒，限48小時之內答覆，次日清廷拒絕賠款要求，謝滿祿遵法政府令於8月21日下旗出京，和議破裂。同日，總理衙門通知各省督撫備戰。22日，法国海軍部長命令遠東艦隊司令孤拔（Amédée Courbet，1827年6月26日－1885年6月11日）攻擊清朝水師，摧毀福建沿岸海防設施。閩浙總督何璟以電報通知張佩綸，明日法人將乘潮攻馬尾，張以沒有收到法國的照會而不信。23日午刻（11-1時），何璟接到法國領事加斯顿·德·白藻泰的照會，稱本日開戰，何璟以電報通知張佩綸與穆圖善。但張佩綸接到電報時可能已經過了開戰時間。美英兩國在收到法國開戰通知後，於22日派兵登陸福州，保護本國僑民。孤拔給法國海軍部長的報告說所有人在22日都已經知道次日要開戰，23日的通知只是個形式。
孤拔率領旗舰窩爾達號（Volta）等十艘军舰开进湾，法军将在23日开战，之后张佩纶则不向军方通知此事使得清军没有任何准备。清軍則有十一艘新式艦艇，和十一艘军用帆船。集中在馬尾港，並部署兩艘武裝商船永保號與琛雲號協防武裝上面各載有七百名清兵。
在羅星塔下游的中立國船艦有美國軍艦企業號、英國軍艦冠軍號、藍寶石號、警戒號以及英籍商船。此外，美國蒙諾嘉斯號砲艦與英國梅林號砲艦（HMS Merlin (1871)）停泊福州護僑。許多艦上人員成為戰役的旁觀者。

## 法軍計畫
8月22日晚上8點，孤拔在窩爾達號上召開作戰會議，作戰計畫如下：23日下午是退潮時間，各艦在兩點之前起錨，在孤拔打出第一個旗號後，45、46號杆雷艇分別前衝攻擊「伏波」號與「揚武」號（羅星塔上游清軍最大的兩艦），他打出第二個旗號後，全隊開火。窩爾達號用右舷火力支援杆雷艇的攻擊，左舷砲轟威脅它的戎克船。同時三艘炮艇（野貓、角蝰、腹蛇號）全速前進，攻擊泊在福建船政局下的三艘武裝運輸艦（永保、伏波、琛航號）與三艘砲艇（藝新、建勝、福勝號）。在羅星塔以東的迪蓋-特魯安、費勒斯和德斯丹號，則用舷側齊射與它們平行的飛雲、濟安和振威號，將其擊沈，另一舷側砲轟戎克船。之後德斯丹號隨杆雷艇進入馬尾海關旁的支流，與窩爾達號號會合。

## 戰爭過程

### 8月23日
- 馬江海戰。1884年作品。
- 法军砲轟馬尾造船廠
- 伏波號與揚武號遭杆雷艇45、46號襲擊
- 45號杆雷艇攻擊伏波號，艇長拉都右手握著引爆器
- 法軍旗艦窩爾達號遭到炮擊。

8月23日下午一點四十五分，离最后期限还有十五分钟时张佩纶派去小艇要求延期，被长时间担心清军偷袭的法军误认为是杆雷艇，于是开火。法艦野貓號（Lynx）立刻砲轟罗星塔附近的7艘清軍军舰，其中清軍戰艦振威號隨即發砲回擊，但不久附近兩艘戰艦濟安號與飛雲號中彈著火而沉沒。隨後，法艦杆雷艇46號（Torpilleur No. 46）發動突襲，擊沉清軍旗艦揚武號，但船身也遭砲擊受損。杆雷艇45號用杆雷重創了「伏波」，導致「伏波」艦體嚴重受損，舵葉失效。但45號因雷桿卡在「伏波」艦體上不能後退，「伏波」艦官兵藉機用步槍等武器從甲板上猛烈射擊，45號艇長拉都中彈，左眼被打瞎。此後，「伏波」因為艦內進水過於嚴重，在艦長呂文經指揮下退往上游。這時孤拔乘窩爾達號率領四艘戰艦駛入江口從後包抄福建水師，擊退伏波號與藝新號，隨即攻擊馬尾船政局。「凱旋」號炮擊「振威」號，「振威」雖受重傷清軍最先開砲的振威號遭趕到的凱旋號炮擊受重傷，振威號試圖衝撞德斯坦號（D'Estaing）時被該鑑快砲擊中船輪與鍋爐沉沒。這時清軍僅剩福星號砲艇陷入法艦包圍，一番血戰後被杆雷艇45號（Torpilleur No. 45）摧毀螺旋槳而沉毀。
下午兩點八分，清軍小砲艦福勝號從羅星塔處偷襲法艦後方，但皆未擊中目標，隨即被法艦迪蓋-特魯安號（Duguay-Trouin）擊沉。兩點二十五分，被猛烈砲擊的馬尾船政局船塢因附近埋藏地雷被擊中而炸毀，裡頭停泊的三艘單桅船漂出港外，其中一艘撞到羅星塔附近沙洲上的火藥庫，引發大爆炸，造成搭乘木船作戰的清軍死傷慘重，而附近十二艘戰艦試圖前來支援，卻紛紛遭法艦砲擊，無法突破。下午五點左右，福建水師幾乎全滅，而陸上的各砲臺也在法艦強大火力下紛紛失守，於是清軍派數艘載滿燃料的戎克船衝撞法艦，但全被法軍擊沉。至此清軍水師已無反擊之力，而清軍主帥張佩綸與何如璋則早在開戰不久便逃跑。

### 8月24-26日
- 閩江戰場形勢圖
- 8月25日長門砲臺擊退法軍炮艦。
- 8月27日迪蓋-特魯安號率先通過閩安，凱旋號在後
- 法艦砲轟沿岸砲臺示意圖

8月24日至26日，法軍艦隊開始攻擊田螺灣與閩安沿岸的清軍砲臺，由於砲臺建造時只考慮外來之敵，固定的砲位無法向上游的法艦開火，群龍無首的守軍見法艦後紛紛棄守，不戰而逃。閩江口最窄處南北岸分別設有金牌砲臺和長門砲臺，為閩江口第一要塞。8月26日，孤拔率領8艘軍艦停泊館頭，砲轟要塞，金牌砲臺遭法艦擊毀，長門砲臺以哈乞開斯機關砲反擊，但遭到法軍陸戰隊襲擊，隨後遭法艦迪蓋-特魯安號摧毀。
這時清軍福州一帶的海防設施已全被催毀，剩餘的福建水師船艦則逃往舟山群島躲避法艦。而法軍遠東艦隊則停留至8月29日，與東京灣艦隊正式合併為遠東艦隊後才離開閩江江口，駛往臺灣，轉攻澎湖。

## 影響
該戰役中福建水師損失慘重，不但主要船艦在該戰役中被擊毀，剩下的戰艦也在日後法軍追擊下陸續被擊沉或被迫自沉，乃至全軍覆沒，中國東南沿海與台灣海峽海權拱手讓給法軍。而法方參戰的遠東艦隊在該年8月29日與東京灣艦隊合併，東向攻打臺灣，並在佔領基隆後奪取該地煤礦，作為封鎖臺灣海峽的動力來源。這使法軍得以封鎖臺灣，佔領澎湖，甚至北上威脅北京的清朝政府，迫使其與法國重起談判。
中法戰爭後，有鑑於此戰教訓，清朝更重視沿海海防，自马江海战后，在马尾加强了防御；在闽江口琅岐岛建立金牌炮台，在其对岸建造长门炮台；闽江两岸之间还有天险南北龟岛，在两岛各设立了两门240mm大口径阿姆斯特朗岸防要塞炮，三门80mm格鲁申式速射炮并斥資購買國外戰艦。同时籌組當時亞洲最大的艦隊北洋水師。另一方面，日本海軍將官東鄉平八郎於該戰後不久參訪法艦，並隨艦隊前往基隆、廈門等地考察戰況。有人認為，日後甲午戰爭黃海海戰中，受到法軍的啟發，伊东佑亨率領日本海軍大敗北洋水師。
今天馬尾設有馬江海戰紀念館，收藏與紀錄這場戰役的文物與資料。

## 註解
1. ↑  福建海疆會辦
2. ↑  船政大臣
3. ↑  福州駐防將軍，駐閩江要隘長門砲台[1]
4. ↑  閩安鎮副將，統福建水師[2]
5. ↑  表中法艦資料若無另外注明，則來自[16]
6. ↑  法華士公司是Vavasseur and Co.的中譯，又譯為瓦瓦蘇爾、威亞威亞沙等。法華士公司是約西亞·瓦瓦蘇爾（英语：Josiah Vavasseur）創辦的兵工廠。[24]
7. ↑  關於張佩綸在開戰前是否收到戰書有兩種看法。福建籍的潘炳年等與萬培因先後上奏，指張佩綸派魏瀚要求開戰改期，《清史稿》、《海軍實紀》、《閩縣鄉土志》、《中法兵事本末》採此說。[34][35][36][37]左宗棠奉旨查辦，則說魏瀚否認此事。[28]
8. ↑  開火的時間有兩說。孤拔的戰報說計畫1點45分起錨備戰，兩點開火。[39]法軍莫里斯·盧瓦爾與Chabaud-Arnault都採用戰報的說法。[44][45]《泰晤士報》閩江特派員說1點50分窩爾達號開動，兩點整開火。[46][47]觀戰美軍羅蚩與Osterhaus則都說是1點56分開火。[48][49]

## 引用
1. ↑  . 字典網.   [2020-02-17]. （原始内容存档于2020-02-17）. （页面存档备份，存于）
2. ↑  沈岩. . 書林出版. 2012-12-01: 237頁. ISBN 978-957-445-500-3.
3. ↑  紀榮松（2002年），第16-17页
4. ↑  孤拔（1885年），第22页
5. ↑  《清史稿·卷23·光緒十年》：侍講學士張佩綸會辦福建海疆事宜，皆許專奏。尋加佩綸三品卿銜。《清季外交史料選輯》。《清史稿·卷444》：令以三品卿銜會辦福建海疆事。
6. ↑  路易·菲基耶. Les Merveilles de la science, 1867 - 1891, ou Description populaire des inventions modernes, Tome 6, p. 352 （法文）
7. ↑  Chabaud-Arnault（1885年），第297-298页
8. ↑  Rawlinson（1967年），第124-125页
9. ↑  Elleman（2005年），第88页
10. ↑  福建崇安籍吏科給事中萬培因. . . 臣聞洋人之論，謂法兵之闖馬江，駛入絕地，有必敗之道三。地本內港，祇須以船摧船，法艦必全沈，此上策也。以四號炮船，護以夾岸陸軍，法兵盡為炮的，敵不能上岸，此中策也。盡驅兵船以駐上流，祇以本地小船裝置火藥等物，順流蔽江而下，加以陸軍火礶火箭，夾岸拋射，法當大窘，此下策也。
11. ↑  . 《新民週刊》. 2018-11-30  [2020-02-19]. （原始内容存档于2020-02-19）. （页面存档备份，存于）
12. ↑  馬幼垣（2009年），第89页
13. ↑  陳貞壽（2002年），第234页
14. ↑  紀榮松（2010年），第13页
15. 1 2  . 中國哲學書電子化計劃.   [2020-02-17]. （原始内容存档于2022-03-07）. （页面存档备份，存于）
16. ↑  紀榮松（2010年）
17. ↑  .  3. 臺北市: 臺灣銀行經濟研究室. 1968: 225頁  [2022-12-09]. （原始内容存档于2022-12-09） –中央研究院臺灣史研究所 臺灣文獻叢刊資料庫系統.
18. ↑  . battleships-cruisers.co.uk.   [2020-02-12]. （原始内容存档于2017-10-22） （英语）. （页面存档备份，存于）
19. ↑  . Praeger Publishers. 1888: 339頁 （英语）.
20. ↑  Chabaud-Arnault（1885年），第303页
21. 1 2  Chabaud-Arnault（1885年），第317页
22. ↑  Lloyd's Register of Shipping. . 1890: 17頁 （英语）.
23. 1 2 3  馬幼垣（2009年），第100页
24. 1 2  陳悅（2011年）
25. ↑  Brassey（2010年），第568页
26. ↑  . Volume 8. 1887: 110,112頁 （英语）.
27. ↑  龍章（1996年），第278页
28. 1 2 3  左宗棠（2009年），第367页
29. ↑   . 维基文库 （中文）. 逮戰書至，璟告佩綸曰：「明日法人將乘潮攻馬尾矣！」佩綸弗聽。
30. ↑  . 中國哲學書電子化計劃. . 丁酉. 且該革員於七月初一日接奉電寄諭旨。令其備戰。初二日何璟告以所聞。謂明日法人將乘大潮。力攻馬尾。
31. ↑  張佩綸（1910年），第62页
32. ↑  趙琳. . 《学术月刊》 (上海市社会科学界联合会). 1997年, (第7期)  [2020-02-19]. ISSN 0439-8041. （原始内容存档于2020-02-19）. （页面存档备份，存于）
33. ↑  Rawlinson（1967年），第125–126页
34. ↑  翰林院編修臣潘炳年等. . . 初二各國領事商人均下船，眾知必戰，入請亟備，張佩綸斥之出，軍火靳不發。嗣洋教習法人邁達告學生魏瀚，明日開仗。魏瀚畏張佩綸之暴不敢白。初三之辰，見法船生火起椗，始馳告，而法人已照會未刻開仗。張佩綸怖，遣魏瀚向孤拔乞以詰朝為請。比登敵舟，而炮已發。
福建崇安籍吏科給事中萬培因. . . 張佩綸有不發軍火之事，又有遣魏瀚往緩師期之事，皆在照會以前，其可疑一也。
35. ↑  《清史稿·卷四百四十四·列傳二百三十一·張佩綸》
36. ↑  池仲祐（1926年），第20页
37. ↑  . 1903年: 770頁  [2022-10-20]. （原始内容存档于2022-10-20）. （页面存档备份，存于）
38. ↑  Morrell，第16页
39. 1 2  孤拔（1885年），第18页
40. ↑  兵器2014年2期
41. ↑  Roche & Cowen（1884年），第8-9页
42. 1 2  Loir（1888年），第234页
43. ↑  孤拔（1885年），第18-19页
44. ↑  Loir（1888年），第233页
45. ↑  Chabaud-Arnault（1885年），第298页
46. ↑  泰晤士報（1884-08-25年），第5页
47. ↑  泰晤士報（1884-09-29年），第5页
48. ↑  Roche & Cowen（1884年），第15页
49. ↑  Osterhaus（1885年），第28页
50. ↑  Chabaud-Arnault（1885年），第298-299页
51. ↑  激战马江2

### 戰役報告與回憶錄
- 英軍冠軍號（英语：HMS Champion (1878)）上《泰晤士報》閩江特派員的新聞稿：
  - , 《泰晤士報》, 1884-08-25: 5, 9頁
  - , 《泰晤士報》, 1884-09-29: 5
  - , 《泰晤士報》, 1884-10-23: 8頁
- United States Office of Naval Intelligence (编), , , General information series, No. IV, Washington D.C.: General Printing Office, 1885年（英文）
  - 孤拔元帥給法國海軍部長（英语：List of Naval Ministers of France）亞歷山大·佩隆（英语：Alexandre Peyron）的戰役報告英譯。孤拔, : 18–24頁, July 1885  [2020-02-21], （原始内容存档于2021-01-26） （页面存档备份，存于）
  - 美軍Morrell, Lieut. H., : 15–17頁
  - 美軍企業號（英语：USS Enterprise (1874)）上奉命登陸保護美僑的Lieut. H. Osterhaus, : 25–32頁
- 法軍凱旋號上Maurice Loir, , , J. Griffin and Company, 1888年 （英语）
  - 譯自《L'escadre de l'amiral Courbet》[孤拔元帥的艦隊]，Paris：Berger-Levrault，1886年（法文）。
- 法軍德斯丹號上Charles-Dominique-Maurice Rollet de l'Isle, , 1886年, ISBN 9782012461390 （法语） （法國國家圖書館館藏 （页面存档备份，存于））
  - 英文摘譯
- Jean L.，《Le mousse de l'amiral Courbet》，Paris : Boulanger，1895年（法文）。
  - 中譯：鄭順德，《孤拔元帥的小水手》，臺灣史料叢刊第六冊，中央研究院臺灣史研究所，2004年5月。ISBN 9789860217629
- 美軍企業號（英语：USS Enterprise (1874)）上人員觀戰報告有：
  - 美國海軍藥劑師James F. Roche與教官L. L. Cowen, , Shanghai: Celestial Empire Office, 1884年 （英语） archive.org版。關於作者的軍職，見United States Library. . U.S. Government Printing Office. 1891年: 429頁.
    - 中譯：羅蚩著，李青崖譯，《馬尾江觀戰記》，《逸經》雜誌第16期，1936年10月。

  - . The United Service. Vol. XIII no. 2 (New York: T. H. S. Hamersly). 1885年8月: 147頁.

### 戰役專著
- 法國海軍史學家Chabaud-Arnault, Charles Marie, ,  XI (No. 33), 由Lieut. E. B. Barry, U.S.N.翻译, Annapolis, MD: United States Naval Institute: 295–320頁, 1885年 （英语）
  - 譯自Ch. Chabaud-Arnault（法语：Charles Marie Chabaud-Arnault）, capitaine de frégate（法语：Capitaine de frégate (France)）. . Revue Maritime et coloniale. Vol. LXXXIV (Paris: Ministère de la marine et des colonies（英语：Ministère de la Marine）). March 1885: 517–547頁  [2020-02-22]. （原始内容存档于2020-02-22） （法语）. （页面存档备份，存于）
- Piotr Olender. . Mushroom Model Publications. 2012年. ISBN 978-83-61421-53-5 （英语）.
- 紀榮松, , 《淡江史學》, 2010-09-01, 22期: 147–188頁  [2019-12-31], doi:10.29712/THR.201009.0007, （原始内容存档于2022-04-11） （页面存档备份，存于）

### 海軍史
- 池仲祐, , 海軍部印刷所, 1926年
- 紀榮松, , 《臺灣風物》, 2002年, 卷52 (4期): 9–37頁  [2020-03-24], （原始内容存档于2022-04-11） （页面存档备份，存于）
- 姜鸣, , 三联书店, 2014-08-01, ISBN 9787108051028
  - 節選—,   [2020-02-28], （原始内容存档于2020-02-17） （页面存档备份，存于）
  - 節選—,   [2020-02-17], （原始内容存档于2020-02-17） （页面存档备份，存于）
- 陳悅, , 山東畫報出版社, 2011-04-01  [2020-02-28], ISBN 9787547401347, （原始内容存档于2020-02-28） （页面存档备份，存于）
- 陳貞壽, , 福建教育出版社, 2002年  [2020-03-10], ISBN 978-7-5334-3536-3, （原始内容存档于2022-03-07）
- 馬幼垣, , 聯經出版, 2009-06-01, ISBN 978-957-08-3418-5
- Brassey, Thomas, , Cambridge University Press, 2010-12-16, ISBN 978-1-108-02465-5 （英语）
- Elleman, Bruce A., , Routledge, 2005-07-28, ISBN 978-1-134-61008-2 （英语）
- Rawlinson, John L., , Albert Feuerwerker; Rhoads Murphey; Mary Clabaugh Wright  (编), , University of California Press, 1967年, ISBN 0520004108, OCLC 462843967 （英语）

### 史料叢刊、文集
- 中央研究院近代史研究所 (编). . 2017年. ISBN 9789860493238.
- 左宗棠, , 岳麓书社, 2009-11-01, ISBN 978-7-999010-83-8
- 佚名，《中法戰爭資料》，近代中國史料叢刊第四輯，台北市：文海出版社，1967年。
- 邵循正等編，中國史學會主編，《中法戰爭》，中國近代史資料叢刊，上海：新知識出版社，1955年。1957年上海人民出版社第二版。
- 伯琴 (编). . 近代中國史料叢刊续编第七十四輯. 台北市: 文海出版社. 1969年.
- 吳幅員 (编). . 近代中國史料叢刊续编第七十四輯. 台北市: 文海出版社. 1969年. （原始内容存档于2022-03-28）. （页面存档备份，存于）
- 張佩綸, , , 1910年

### 中法關係與戰爭
- 维基文库中的相關文獻：光緒十年對法宣戰詔書
- 邵循正，《中法越南關係始末》，國立清華大學研究院畢業論文叢刊第446冊，1935年
- John Dodd. . Hong Kong: Daily Press. 1888年 （英语）.
  - 中譯：陳政三，《北台封鎖記—茶商陶德筆下的清法戰爭》，原民文化，2002年。ISBN 9789578491892。
- 龍章, , 臺灣商務印書館, 1996年, ISBN 978-957-05-1314-1
- 羅惇曧，《中法兵事本末》
- 許梅利 編，《鷹山、龍水、古戰場—清法戰爭在基隆》，基隆市文化中心，2003年。

### 其他
- 采樵山人，〈中法马江战役回忆〉，《福建文化》，福建協和大學福建文化研究所，1932年 （采自传闻之作）